# An der Fährbrücke 1 a (Stralsund)

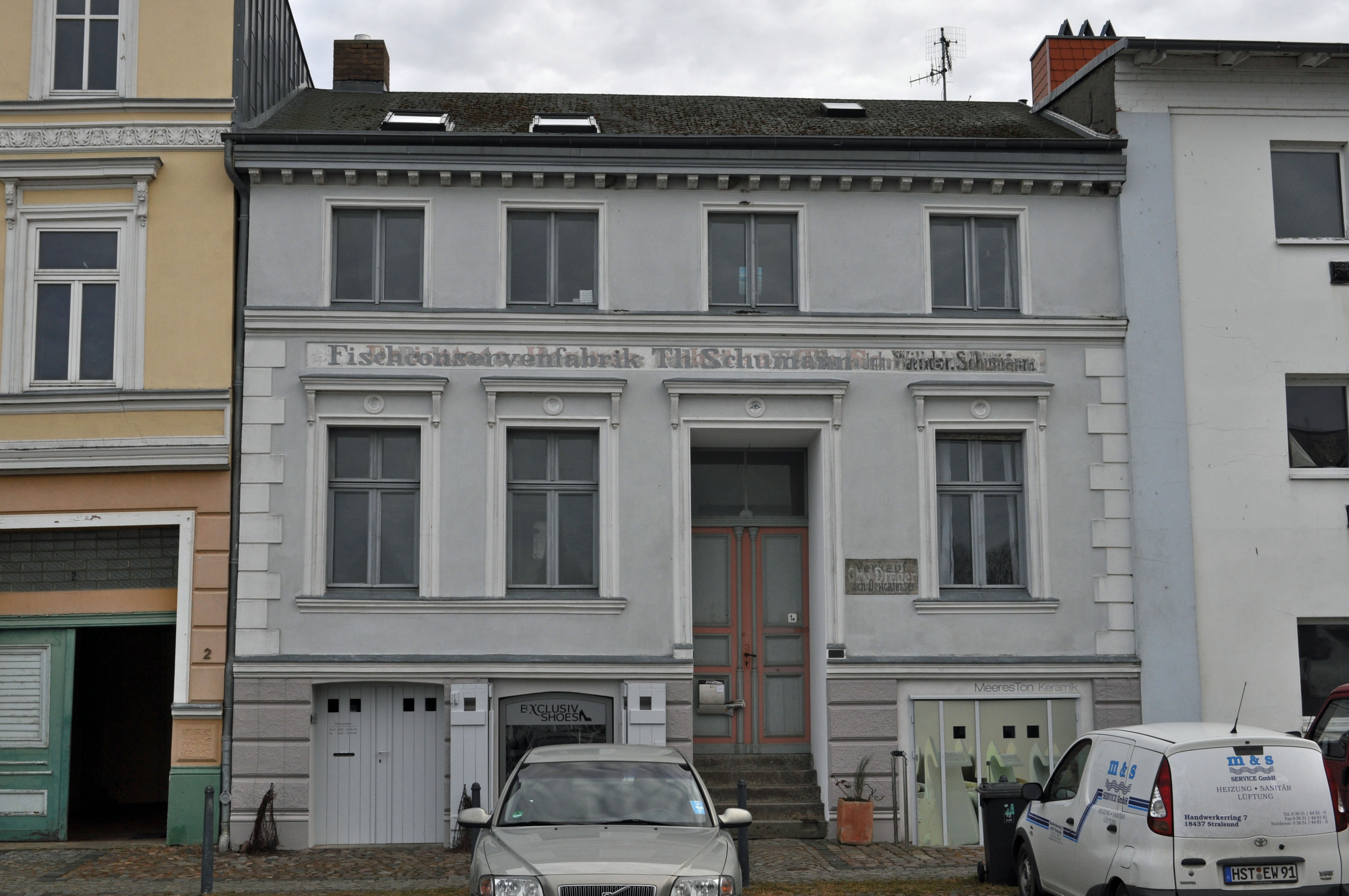
Das Haus An der Fährbrücke 1 a in Stralsund (2012)

Das Haus mit der postalischen Adresse An der Fährbrücke 1 a ist ein denkmalgeschütztes Gebäude in der Hansestadt Stralsund in der Straße An der Fährbrücke.
Das zweigeschossige, vierachsige Haus wurde im Jahr 1886 errichtet. Die Fassade des verputzten traufständigem Hauses weist ein hohes Sockelgeschoss und Fensterverdachungen auf.
Das Haus liegt im Randgebiet des von der UNESCO als Weltkulturerbe anerkannten Stadtgebietes des Kulturgutes „Historische Altstädte Stralsund und Wismar“. In die Liste der Baudenkmale in Stralsund ist es mit der Nummer 42 eingetragen.